# Nemoria decorata
Nemoria decorata là một loài bướm đêm trong họ Geometridae.